# Bodroux-Tschitschibabin-Aldehydsynthese
Die Bodroux-Tschitschibabin-Aldehydsynthese, benannt nach dem russischen Chemiker Alexei Jewgenjewitsch Tschitschibabin und Fernand Bodroux, ist eine Namensreaktion aus dem Bereich der  organischen Chemie und wurde 1904 erstmals beschrieben.

## Übersichtsreaktion
Ausgehend von einer Grignard-Verbindung (R = Alkyl oder Aryl) wird durch die Bodroux-Tschitschibabin-Aldehydsynthese eine Verlängerung der Kohlenstoffkette erreicht. Dabei wird die Kohlenstoffkette um eine Formylgruppe ergänzt:
Als C1-Baustein wird gewöhnlich Orthoameisensäuretriethylester eingesetzt (siehe Abschnitt Reaktionsmechanismus).

## Reaktionsmechanismus
Der nachfolgende Reaktionsmechanismus wird in der Literatur beschrieben:
Durch Zugabe einer Grignard-Verbindung 2 zu Orthoameisensäuretriethylester (1) entsteht zunächst das Acetal 3. Durch eine saure wässrige Lösung wird nachfolgend, unter zweimaliger Eliminierung von Ethanol, der Aldehyd 4 synthetisiert.
Die Reaktion ist auch mit anderen Orthoameisensäureestern realisierbar.